# Pole Position (gra komputerowa)
Pole Position – jedna z najbardziej popularnych gier wyścigowych Formuły 1 lat 80., japońska gra wideo autorstwa Namco została wydana we wrześniu 1982 roku, szybko zyskując popularność dzięki swoim nowatorskim rozwiązaniom kolorowej grafiki CGA i szybko odnosząc sukces, wydana została wydana na platformy takie jak Commodore 64, Atari, Amiga oraz następnie komputery klasy PC.
24 czerwca 1983 wydana została druga, poprawiona graficznie, wersja gry – Pole Position II.